# Kľače
Kľače este o comună slovacă, aflată în districtul Žilina din regiunea Žilina, pe malul râului Rajčanka⁠(d). Localitatea se află la altitudinea de 443 m deasupra n.m., se întinde pe o suprafață de 2,07 km2 și în 2017 număra 417 locuitori.

## Istoric
Localitatea Kľače este atestată documentar din 1511.

## Demografie
| An:                | 1994 | 2004   | 2014   | 2024    |
| ------------------ | ---- | ------ | ------ | ------- |
| Număr de persoane: | 365  | 377    | 391    | 438     |
| Diferență:         |      | +3,28% | +3,71% | +12,02% |

| An:                | 2023 | 2024   |
| ------------------ | ---- | ------ |
| Număr de persoane: | 425  | 438    |
| Diferență:         |      | +3,05% |